# Dmitrij Laptev
Dmitrij Jakovlevitj Laptev (russisk: Дмитрий Яковлевич Лаптев, tr. Dmitrij Jakovlevitj Laptev; født 1701 i Velikolukskij ujezd, Pskov guvernement (nu Pskov oblast), Det Russiske Kejserrige, død 31. januar 1771, samme sted) var en russisk polarforsker og viceadmiral (fra 1762). Dmitrij Laptev Strædet er opkaldt efter Dmitrij og Laptevhavet har fået navn efter ham og hans fætter Khariton Laptev, der også var polarforsker.
Han var med til at kortlægge floden Anadyr i det østligste Sibirien.